# Parque eólico Tres Hermanas
El Parque eólico Tres Hermanas es un parque eólico peruano ubicado en el distrito de Marcona (Ica). Está situado muy cerca del litoral iqueño y de la frontera con el departamento de Arequipa. Tiene una capacidad de 97,15 MW y cuenta con 33 aerogeneradores, inició operaciones el 11 de marzo de 2016 y fue construido por el consorcio Parque eólico Tres Hermanas S.A.C.